# Niels Frederik Bernhard Sehested

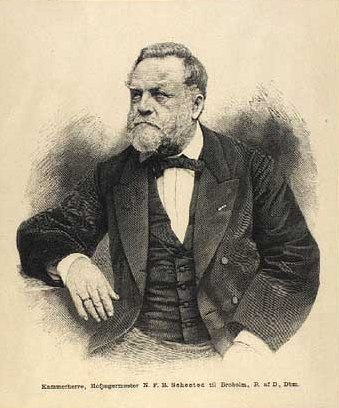
Frederik Sehested

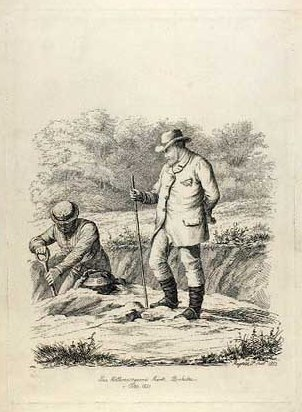
Frederik Sehested nach Julius Magnus Petersen

Niels Frederik Bernhard Sehested (* 20. Februar 1813 auf Gut Broholm bei Gudme; † 14. Januar 1882 ebenda) war ein dänischer Grundbesitzer und Archäologe aus dem Adelsgeschlecht Sehested.

## Leben
Frederik Sehested war der einzige Sohn des Offiziers Anders Sehested und der Edel Marie, geborene Kjaer. Im Alter von sechs Jahren verlor er seinen Vater. Seine Mutter zog ihn allein auf, besorgte seinen Unterricht und verwaltete den Immobilienbesitz der Familie. Im Alter von 20 Jahren übernahm Sehested die Verwaltung des Familienbesitzes, wobei er in landwirtschaftlicher und forstwirtschaftlicher Hinsicht sehr erfolgreich agieren sollte und hinsichtlich der Modernisierung desselben einige wegweisende Schriften veröffentlichte. In diesem Kontext wurde er Mitglied verschiedener landwirtschaftlicher Verbände und war an der Gründung von insbesondere landwirtschaftlichen Banken und Versicherungen beteiligt.
Ein Ereignis im Jahre 1833 sollte dafür sorgen, dass er einer der bekannteren dänischen Archäologen des 19. Jahrhunderts werden würde: Ein Landarbeiter war beim Pflügen auf sechs Goldringe gestoßen, was Edel Sehested gemeldet wurde. Als Frederik Sehested davon erfuhr, veranlasste er eine Nachsuche, bei der weitere zwanzig Objekte gefunden wurden. Darüber hinaus fanden sich in den Taschen einiger Landarbeiter noch weitere Objekte. Mutter und Sohn sorgten dafür, dass das aus 49 Objekten bestehende und vier Kilogramm schwere Konvolut in das Museum von Christiansborg (Kopenhagen) gelangte. Diese Objekte wurden als Goldschatz von Broholm bekannt und avancierten zu den aufsehenerregendsten Ausstellungsobjekten des Dänischen Nationalmuseums. Auch heute noch gelten Sehesteds Funde als wichtige Puzzleteile in dem Mosaik um die Schatzfunde von Gudme.
Später stellte Sehested eigene archäologische Untersuchungen an. So entdeckte er in den 1850er-Jahren Gruben mit schwarzen Inhalten auf den Feldern um Broholm, die er 1860 bei einer Versammlung skandinavischer Wissenschaftler vorstellte. Allerdings konnten die Archäologen jener Zeit wenig mit diesen Gargruben anfangen und zollten ihnen wenig Aufmerksamkeit.
1848 nahm Sehested als dänischer Freiwilliger am Schleswig-Holsteinischen Krieg teil, in dem er unter anderem als Ordonnanzoffizier diente.
Um 1855 begann er die Zucht des später so genannten Broholmers aufzubauen.
Ab dem Jahre 1875 organisierte er einige der ersten fachkundigen archäologischen Ausgrabungen um Broholm, die von Henry Petersen durchgeführt wurden. Von Sehested hatte ihn als seinen privaten Archäologen eingestellt. Gemeinsam gruben sie bronzezeitliche Hügelgräber, Dolmen sowie eisenzeitliche Gräberfelder aus, darunter die außergewöhnlichen Gruppen bei Maaltidspladser, Langå und Møllegårdsmarken.
Für diese umfangreichen Grabungen spannte von Sehested die Landarbeiter des Gutes Broholm und deren Familien ein. Nach zwei Sommern waren dann so viele Steinzeit-Artefakte gefunden worden, dass die Untersuchungen eingestellt werden mussten. Denn es war so viel gesammelt worden, dass ein besonderes Museum gebaut werden musste, das Museum für nordische Altertümer mit Petersen als Direktor, das im Jahre 1878 eröffnete.
Überdies war von Sehested 1878 in der Lage, eine Liste von nicht weniger als 29 Goldfunden – von denen die meisten Einzelfunde waren – zu präsentieren. Diese wurden später meist der Eisenzeit zugeordnet.
In dieser Zeit wurde von Sehested zudem zum Begründer der Experimentalarchäologie: Mit Steinäxten und -meißeln ließ er ein kleines Blockhaus errichten, um zu erforschen, wie die von ihm aufgefundenen Artefakte verwendet wurden. Außerdem versuchte er herauszufinden, wie es den Menschen der Steinzeit gelungen war, Löcher in die Steinwerkzeuge zu bohren, indem er sich selbst daran versuchte. Damit beschäftigte er sich in seinen letzten Lebensjahren.
Nach kurzer Krankheit verstarb er am 14. Januar 1882 am Ort seines Wirkens auf Broholm. Mit seiner Frau Charlotte Christine, geborene (von) Linde, hatte er 14 Kinder, darunter die Pianistin Hilda Sehested, die sich mit Henry Petersen verlobte, die Historikerin Thyra Sehested und die Politiker Hannibal und Knud Sehested.